# Poecilimon tricuspis
Poecilimon tricuspis är en insektsart som beskrevs av Miram 1926. Poecilimon tricuspis ingår i släktet Poecilimon och familjen vårtbitare. Inga underarter finns listade i Catalogue of Life.